# Onthophagus aurifex
Onthophagus aurifex là một loài bọ cánh cứng trong họ Bọ hung (Scarabaeidae).